# Коломбарини (Виченца)
Коломбарини је насеље у Италији у округу Виченца, региону Венето.
Према процени из 2011. у насељу је живело 60 становника. Насеље се налази на надморској висини од 99 м.